# 1233
| 1233               |
| ------------------ |
| Dødsfald - Fødsler |
|                    |

| Gregoriansk kalender | 1233 MCCXXXIII          |
| Ab urbe condita      | 1986                    |
| Armensk kalender     | 682 ԹՎ ՈՁԲ              |
| Kinesiske kalender   | 3929 – 3930 壬辰 – 癸巳 |
| Etiopisk kalender    | 1225 – 1226             |
| Jødisk kalender      | 4993 – 4994             |
| Hindukalendere       |                         |
| - Vikram Samvat      | 1288 – 1289             |
| - Shaka Samvat       | 1155 – 1156             |
| - Kali Yuga          | 4334 – 4335             |
| Iransk kalender      | 611 – 612               |
| Islamisk kalender    | 630 – 631               |

Regent i Danmark: Valdemar Sejr 1202-1241 og Erik Plovpenning
Se også 1233 (tal)

## Begivenheder
- Arnhem får stadsrettigheder 13. juli af grev Otto II af Gelre.